# Bartolomeo Carducci

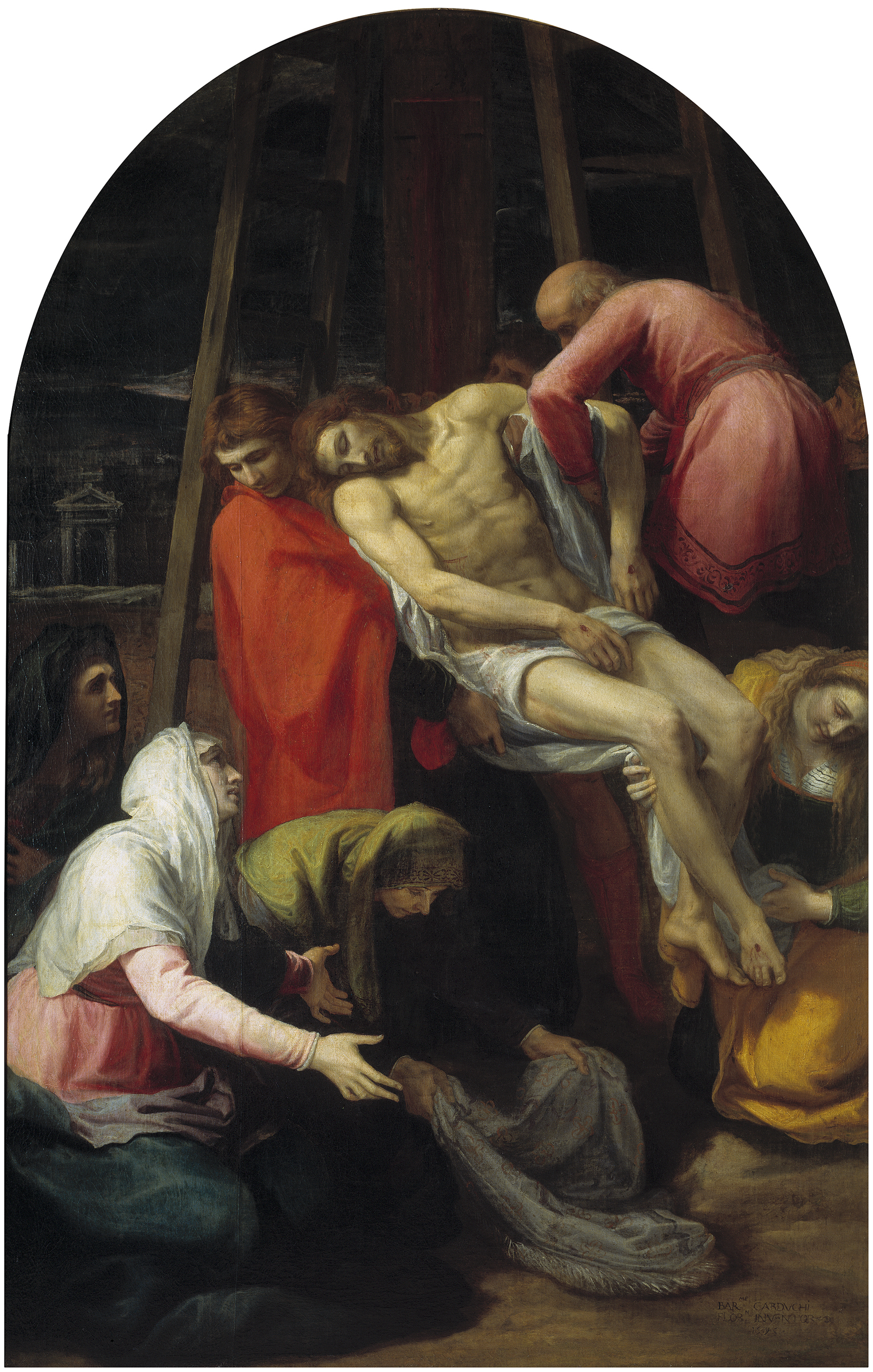
Deposizione, Museo del Prado, Madrid

Bartolomeo Carducci o Carduccio spagnolizzato in Bartolomé Carducho (Firenze, 1560 – Madrid, 13 novembre 1608) è stato un architetto e pittore italiano, attivo prevalentemente in Spagna.

## Biografia
La sua formazione artistica si svolse sotto la guida del maestro Bartolomeo Ammannati, con il quale eseguì lavori in stucco.
Il suo praticantato si completò nell'importante progetto di riassetto della cupola di Santa Maria del Fiore come assistente di Federico Zuccari.
Proprio assieme a Zuccari ed al fratello Vincenzo (Vicente), nel 1585 si trasferì in Spagna per la realizzazione di una serie di affreschi presso il monastero dell'Escorial. Qui si misero in evidenza con il Cristo con la cruz a cuestas, La flagelación, la Venida del Espíritu Santo, l'Asunción de la Virgen, e la Resurrección del Señor.
In Spagna, Carducci si sposò dopo qualche anno con Jeronima Cappello e aprì anche un'attività commerciale di mediatore di quadri.
La qualità artistiche di Carducci, come il tessuto di colori vivace e fresco e la struttura figurativa di derivazione michelangiolesca, riscossero una certa approvazione in Spagna al punto che quando Zuccari rientrò in Italia, fu lo stesso Carducci, sotto la guida di Pellegrino Tibaldi, a sostituirlo per i lavori della pala dell'altar maggiore dell'Escorial. Tra i suoi dipinti più in mostra, risultarono il San Lorenzo e Las adoraciones de los pastores y de los reyes.

Subito dopo si occupò anche dei lavori nel chiostro e nella biblioteca del monastero, con i dipinti: La dialéctica, La retórica, La aritmética, La música, La gramática.
Assieme all'allievo Francisco López, dipinse gli interni della chiesa di San Felipe el Real presso Madrid.
Durante l'annata 1598 ricevette la nomina di pittore di corte, da parte di Filippo III di Spagna, che lo condusse a Valladolid, impegnandolo per la chiesa di Sant'Andrea, prima di riportarlo nella capitale per la ristrutturazione del Prado.
Oltre alla celebre Ultima Cena del Prado (1605) realizzata per l'oratorio della Regina nell'Alcázar di Madrid, Carducci si distinse soprattutto nel suo soggiorno a Valladolid, fra il 1601 e il 1606. Qui si attivò nel palazzo del duca di Lerma, nei conventi di San Paolo e di San Diego. Il Museo di Valladolid conserva alcune opere, tra le quali il San Diego in estasi e l'Annunciazione ispirati dalla pittura veneta.
Al ritorno a Madrid Carducci morì il 14 novembre 1608, quando stava lavorando per una serie di pitture celebrative intitolate Le imprese di Carlo V, per il palazzo del Pardo.
Il suo stile fu fortemente influenzato dal manierismo toscano impreziosito da un certo gusto castellano, in accordo con le indicazioni in auge ai tempi della Controriforma.
Notevole la produzione anche del fratello Vincenzo (1578-1638), allievo di Bartolomeo e suo successore come pittore di corte, costituita da un centinaio di dipinti commissionati da chiese e conventi spagnoli.

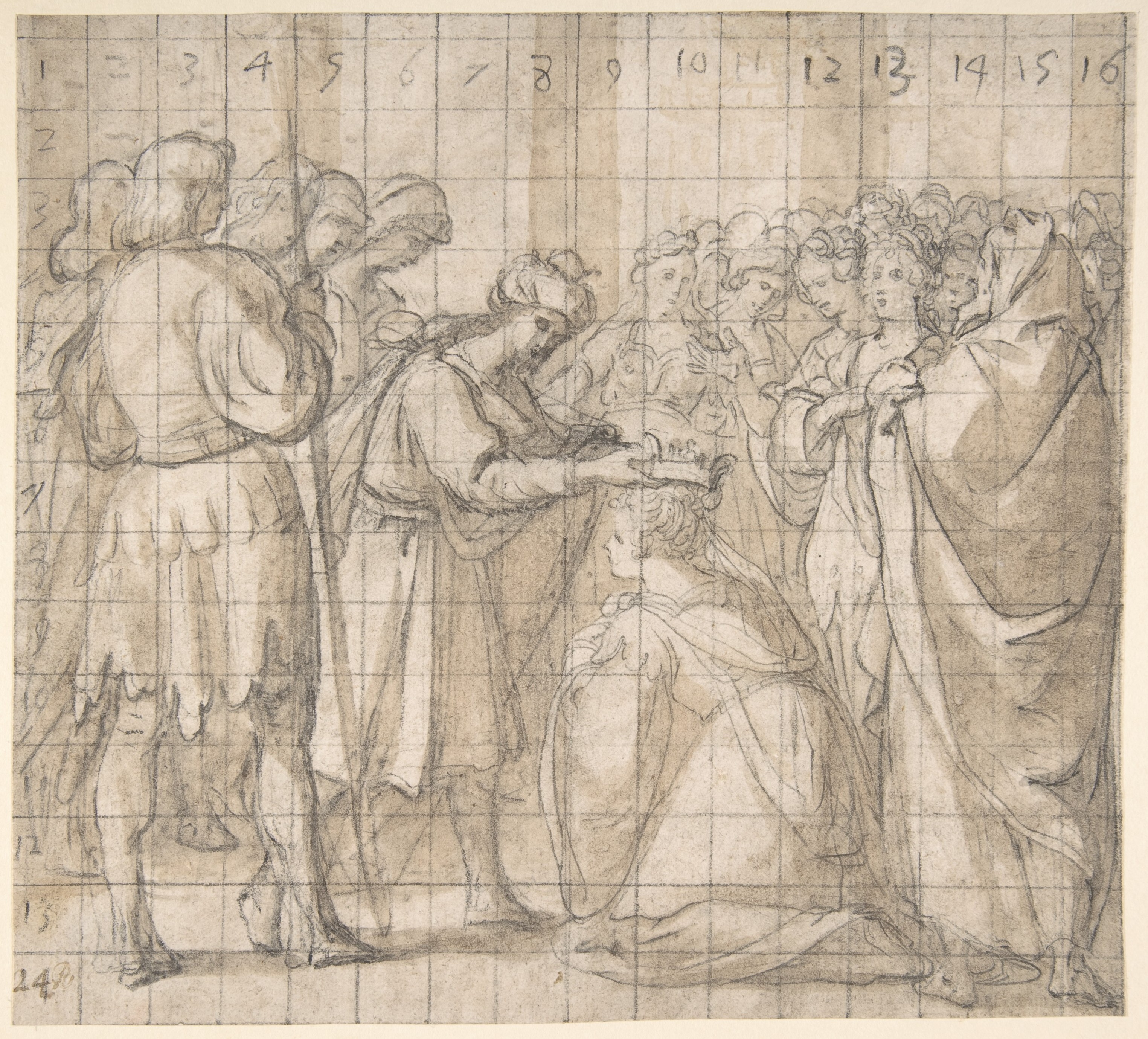
L'incoronazione di Ester da parte di Assuero, Metropolitan Museum of Art, New York
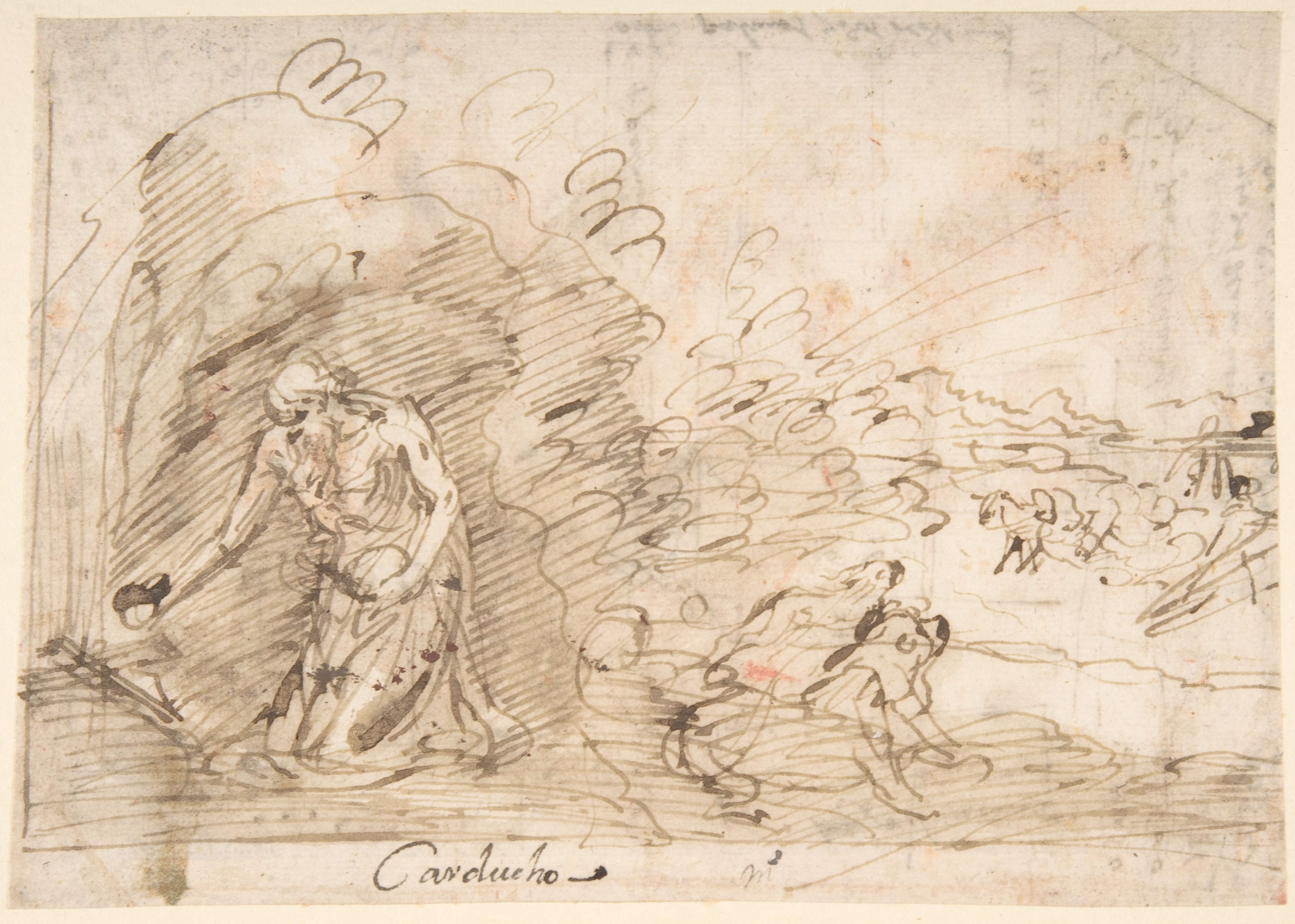
San Girolamo penitente, Metropolitan Museum of Art, New York
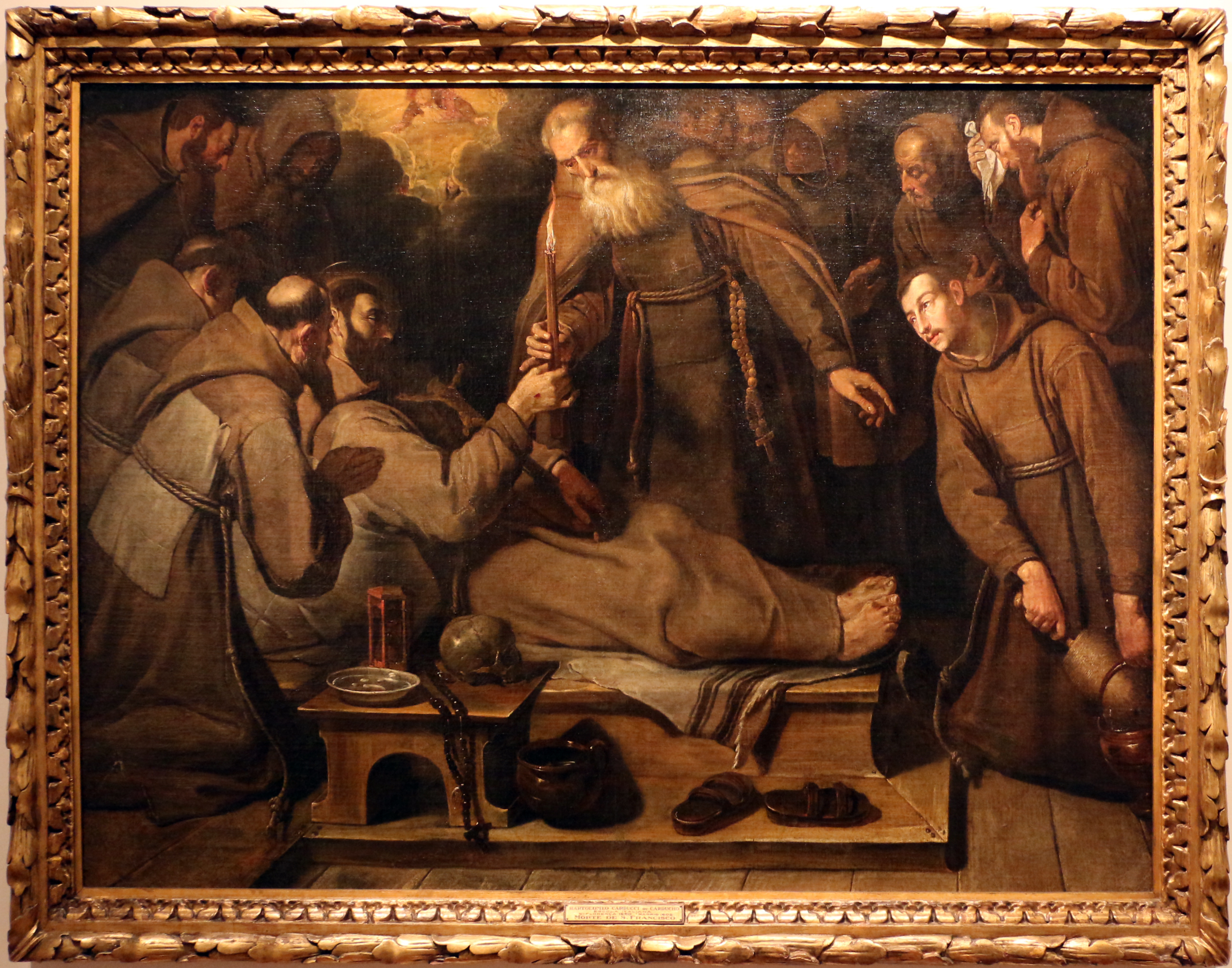
Morte di san Francesco, Museu Nacional de Arte Antiga, Lisbona
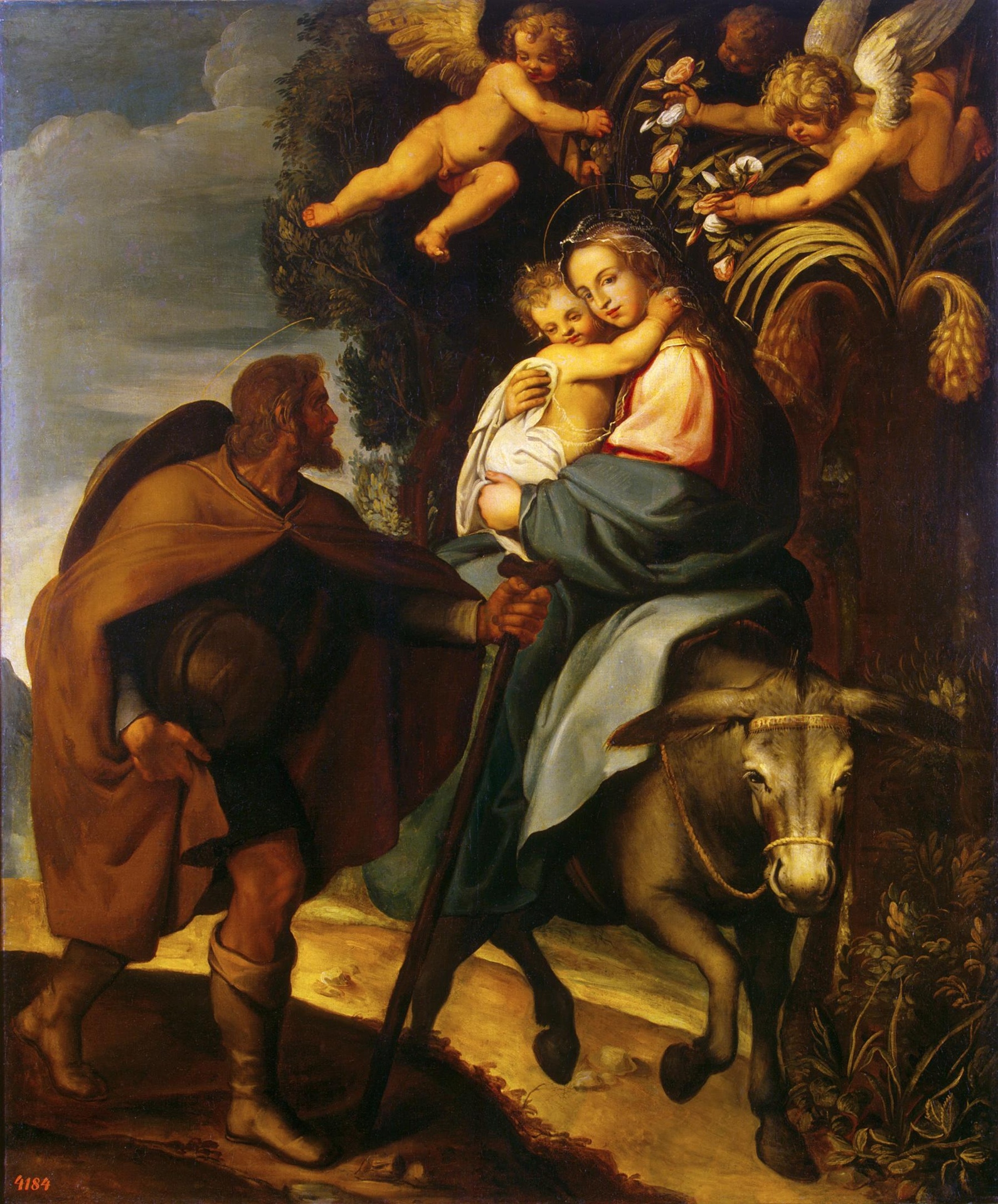
La fuga in Egitto, Ermitage, San Pietroburgo

## Opere principali
- Descendimiento (Museo del Prado, Madrid)
- Última Cena
- Muerte de san Francisco.